# Giacomo Corneo
Giacomo Corneo (* 22. November 1963 in Arona (Piemont)) ist ein italienischer Ökonom und Professor. Er hält den Lehrstuhl für Öffentliche Finanzen an der Freien Universität Berlin.

## Biographie
Giacomo Corneo erlangte seinen ersten Abschluss von der Bocconi Universität in Mailand. Darauffolgend erhielt er ein Diplôme d’études approfondies (D.E.A.) der École des Hautes Études en Sciences Sociales (EHESS) in Paris und absolvierte zwei Ph.D. Programme: eines in Politischer Ökonomie an der Universität Pavia, und das European Doctoral Program in Quantitative Economics an der EHESS Paris. Nach einer Periode des Arbeitens im Französischen Finanzministerium habilitierte er sich 1997 an der Universität Bonn. 1998 erhielt er eine Professur am Fachbereich Wirtschaftswissenschaften der Universität Osnabrück. Hier wirkte er zudem als Dekan des Fachbereichs. Seit 2004 hält Giacomo Corneo den Lehrstuhl für Öffentliche Finanzen an der Freien Universität Berlin.
Seit 2004 ist er Managing Editor des Journal of Economics.
Er ist Research Fellow des CEPR, London, des CESifo, München, sowie des IZA, Bonn.

## Forschung
Corneo veröffentlichte zahlreiche Artikel in den bedeutendsten akademischen Journalen. Seine zentralen Forschungsfelder sind Öffentliche Finanzen, Arbeitsmarktökonomik, Komparative Ökonomik, Industrielle Organisation sowie Wachstumstheorie.
Im Jahre 2010 zählte das Handelsblatt Corneo im Lebenswerk-Ranking zu den 30 besten Forschern der Volkswirtschaftslehre im Deutschsprachigen Raum.
In Zusammenarbeit mit Guido Neidhöfer untersuchte Corneo den Effekt staatlicher Umverteilung auf Migrationsentscheidungen. Ihr Artikel wurde zur besten wissenschaftlichen Arbeit am ZEW im Jahre 2020/2021 gekürt.
Corneo untersuchte in aktuellen Arbeiten wie die öffentliche Teilhabe an Kapital durch einen progressiven Staatsfonds und die Auszahlung einer sozialen Dividende es ermöglichen könnte in entwickelten Volkswirtschaften eine egalitärere Einkommensverteilung ohne Effizienzverluste zu erreichen.

### Ausgewählte Artikel
- Progressive sovereign wealth funds, Journal of Government and Economics 5 (2022), 100033.[9]
- Income redistribution and self-selection of immigrants (with G. Neidhöfer), Journal of Public Economics 198 (2021), 104420.[10]
- Some institutional design for shareholder socialism, Review of Social Economy 77 (2019), 33-55.[11]
- Lifetime earnings inequality in Germany (with T. Bönke and H. Lüthen), Journal of Labor Economics 33 (2015), 171-208.[12]
- From bottom to top: The entire income distribution in Germany, 1992–2003 (with S. Bach and V. Steiner), Review of Income and Wealth (2009), 303-330.[13]
- Media capture in a democracy: The role of wealth concentration, Journal of Public Economics 90 (2006), 37-58.[14]
- Work and television, European Journal of Political Economy 21 (2005), 99-113.[15]
- Individual preferences for political redistribution (with H. P. Grüner), Journal of Public Economics 83 (2002), 83-107.[16]
- Status, the distribution of wealth, and growth (with O. Jeanne), Scandinavian Journal of Economics 103 (2001), 283-293.[17]
- Social limits to redistribution (with H. P. Grüner), American Economic Review 90 (2000), 1491-1507.[18]
- Conspicuous consumption, snobbism and conformism (with O. Jeanne), Journal of Public Economics 66 (1997), 55-71.[19]

### Bücher
- Bessere Welt. Goldegg: Wien 2014. Übersetzungen ins Englische (Is Capitalism Obsolete? Harvard University Press, 2017), Japanische (2018), Französische (2018), Italienische (Rosenberg & Sellier, 2020).[20]
- Öffentliche Finanzen: Ausgabenpolitik. Mohr Siebeck: Tübingen 2003.[21]
- New Deal für Deutschland. Campus: Frankfurt a. M. 2006.[22]